# Международная шоссейная гонка Кумамото
Международная шоссейная гонка Кумамото (англ. Kumamoto International Road Race) — шоссейная однодневная велогонка, в 2009 и 2010 годах проводившаяся в японском городе Кумамото. 

## История
Гонка проводилась в октябре, но входила при этом в календарь UCI Asia Tour следующего года под категорией 1.2.
Дистанция гонки представляла кольцевой маршрут общей протяжённостью примерно 160 километров — 14 по 11,75 км (164,5 км) и 12 по 12,9 км (154,8 км) в 2009 и 2010 годах соответственно. Каждый круг включал премиальный подъём протяжённостью 1700 м с перепадом 100 м на котором при прохождении 3, 6 и 9 кругов разыгрывался горный зачёт. Также в гонке определялся лучший молодой гонщик до 23-х лет.

## Призёры
| Год  | Победитель        | Второй           | Третий          |
| ---- | ----------------- | ---------------- | --------------- |
| 2009 | Ясухару Накадзима | Синъити Фукусима | Миятака Симидзу |
| 2010 | Такаси Миядзава   | Юсукэ Хатанака   | Синри Судзуки   |